# تائنودایان
تائنودایان (به لاتین: Thaenudaiyan) یک منطقهٔ مسکونی در سری‌لانکا است که در استان شمالی (سری‌لانکا) واقع شده‌است.